# Деревня атлетов (Баку)
Деревня атлетов (азерб. Atletlər kəndi) — жилой массив в столице Азербайджана, городе Баку, предназначенный для проживания спортсменов, их тренеров и пр., принимавших участие в I Европейских играх 2015, Исламских Играх Солидарности 2017 и XV Европейском юношеском летнем олимпийском фестивале «Bakı-2019».
Расположена в северо-западной части Баку, через дорогу от Олимпийского стадиона — главной арены Игр. Практически через дорогу находится Национальная гимнастическая арена. Деревня атлетов обеспечивает спортсменам и другим участникам Игр все условия для комфортного, удобного и безопасного проживания. Состоит Деревня атлетов из 8-13-этажных зданий и одного административного здания. В 1042-х квартирах, расположенных в жилых зданиях, созданы все условия для проживания около 7500 человек.
Организаторами предусмотрено два больших ресторана. В одном из них предлагаются блюда азербайджанской кухни, а в другом — европейской. Рестораны могут одновременно принять три тысячи спортсменов, а функционируют с 5 утра до 12 часов ночи. Это одна из крупнейших в Европе кухонь, которая за время игр готовит еду из 80 тыс. кг продуктов.
Также в Деревне атлетов функционируют специальные центры: круглосуточная поликлиника, информационный центр, спортзал и т. д. Созданы все условия для отдыха спортсменов после соревнований. В распоряжении атлетов имеются круглосуточно действующие центры отдыха и развлечений. К примеру, участники Игр могут сыграть в видеоигры, в настольный теннис, бильярд, пользоваться интернетом, смотреть телеканалы или же сходить в кинотеатр.